# Romsey (Australia)
Romsey – miasto w Australii, w stanie Wiktoria.